# František Masarovič (1908)
František Masarovič (4. října 1908 – 30. března 1998) byl slovenský fotbalový útočník. Je pohřben v Bratislavě.

## Hráčská kariéra
Začínal v ŠK Rapid Trnava, odkud roku 1932 přestoupil do I. ČsŠK Bratislava (nynější Slovan). Trnavští činovníci s přestupem nesouhlasili, řešily ho také řídící orgány Západoslovenské fotbalové župy a je považován za vznik rivality mezi trnavským Spartakem a bratislavským Slovanem. S I. ČsŠK Bratislava vybojoval v sezoně 1934/35 premiérovou účast v československé lize. Byl také autorem prvního gólu Bratislavských v nejvyšší soutěži, který vstřelil při svém debutu v neděli 18. srpna 1935 v Bratislavě a jímž ve 14. minutě otevřel skóre zápasu s SK Židenice (zápas skončil nerozhodně 1:1). V neděli 12. září 1937 nastoupil I. ČsŠK Bratislava v Kladně proti domácímu SK se dvěma Františky Masarovičovými v sestavě – na pravém křídle hrál František Masarovič I a na levém křídle jeho mladší jmenovec František Masarovič II (Kladno vyhrálo Klozovou brankou 1:0).
Naposled se v I. lize objevil v neděli 14. listopadu 1937 v bratislavském utkání s SK Pardubice, které domácí vyhráli 3:0 (poločas 1:0). Během tří prvoligových sezon nastoupil k 57 zápasům, v nichž dal třináct branek.
Za druhé světové války hrál také za Hlohovec.

### Prvoligová bilance
| Ročník             | Zápasy | Góly | Minuty | Klub               |
| ------------------ | ------ | ---- | ------ | ------------------ |
| I. liga 1935/36    | 26     | 9    | 2 340  | I. ČsŠK Bratislava |
| I. liga 1936/37    | 22     | 4    | 1 980  | I. ČsŠK Bratislava |
| I. liga 1937/38    | 9      | 0    | 810    | I. ČsŠK Bratislava |
| CELKEM I. ČS. LIGA | 57     | 13   | 5 130  |                    |